# XAMPP
XAMPP는 크로스 플랫폼 웹 서버 자유 소프트웨어 꾸러미이다. 아파치 웹 서버, MariaDB, PHP, 펄을 포함하고 있다.
GNU 일반 공중 사용 허가서로 배포되며 자유롭고 쓰기 쉬운 웹 서버이다. 마이크로소프트 윈도우, 리눅스, 솔라리스, 맥 오에스 텐 등에서 동작하며 주로 웹 개발에 사용된다.

## 이름
XAMPP의 이름은 아래의 줄임말이다.
- X (크로스 플랫폼의 뜻에서)
- 아파치 웹 서버(Apache)
- MariaDB(MariaDB) : 2015년 10월 19일 MySQL에서 MariaDB로 바뀐 XAMPP 버전이 배포되었다. https://www.apachefriends.org/blog/new_xampp_20151019.html
- PHP(PHP)
- 펄(Perl)

## 특징
XAMPP는 설치 환경에 따라 zip 또는 tar 형식의 압축 파일이나 EXE 실행 파일, 맥 오에스 텐 패키지 등의 실행으로 바로 작동되며 설정이 거의 필요없다. 정기적으로 구성물을 최신으로 유지한다. 오픈SSL과 phpMyAdmin 등도 포함한다.
XAMPP를 설치하는 것은 각각의 구성물을 설치하는 것에 비해 훨씬 시간을 적게 소비한다.
한 컴퓨터에 자기 자신을 포함해 여러개의 구현물이 있을 수 있고, 다른 컴퓨터로 바로 복사할 수도 있다.
가볍게 만들어진 작은 버전도 있다.

## 응용
공식적으로 XAMPP는 웹 디자이너나 프로그래머가 인터넷에 접근하지 않게 해주는 개발 도구로서 구상되었다. 이것을 쉽게 만들기 위해 기본적으로 많은 보안 사항이 기본적으로 꺼져 있다. 하지만 실제로 XAMPP는 월드 와이드 웹 상의 웹을 구성하기도 한다. 꾸러미의 가장 중요한 부분을 보호하기 위한 특별한 암호 설정 도구가 포함되어 있다.

## 같이 보기
- LAMP